# Afganistan na Letnich Igrzyskach Olimpijskich 1996
Afganistan na XXVI Letnich Igrzyskach Olimpijskich w Atlancie reprezentowała ekipa licząca 2 mężczyzn.
Był to 10. start Afganistanu na letnich igrzyskach olimpijskich (poprzednie to 1936, 1948, 1956, 1960, 1964, 1968, 1972, 1980, 1988).

## Reprezentanci

### Lekkoatletyka
- 100 metrów mężczyzn: Abdul Ghafoor – odpadł w eliminacjach (12,20)
- maraton mężczyzn: Wasiqi Abdul Baser – zajął 111. pozycję z czasem 4:24:17